# 圣佩尔东
圣佩尔东（法語：Saint-Perdon，法語發音：[sɛ̃ pɛʁdɔ̃]）是法国朗德省的一个市镇，位于该省中东部，省会蒙德马桑以西，属于蒙德马桑区。

## 地理
圣佩尔东（43°52'6"N, 0°35'31"W）面积30.62 平方千米，位于法国新阿基坦大区朗德省，该省份为法国西南部沿海省份，是法國本土面积第二大的省，北起吉倫特省，西临大西洋，南至大西洋比利牛斯省，东临热尔省，东北与洛特-加龍省接壤。
与圣佩尔东接壤的市镇（或旧市镇、城区）包括：康帕涅、康佩特和拉莫莱尔、上莫科、圣马丹多内、圣皮埃尔迪蒙。
圣佩尔东的时区为UTC+01:00、UTC+02:00（夏令时）。

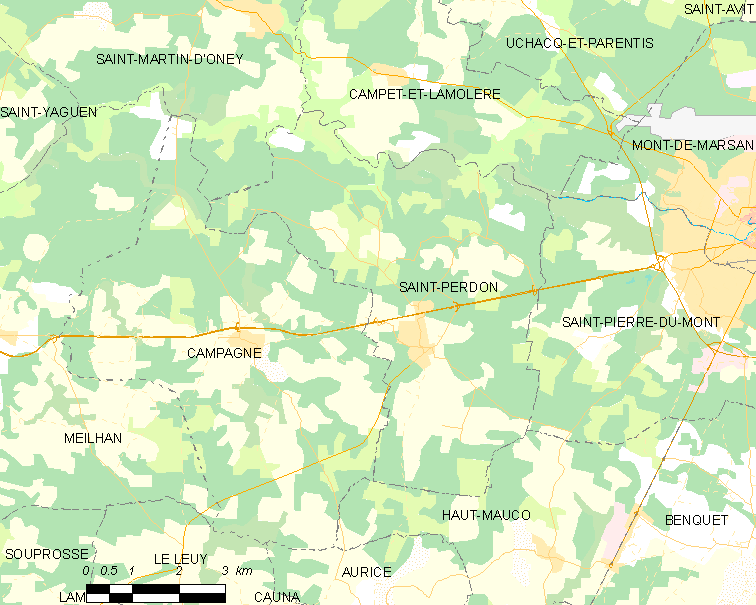
圣佩尔东的OSM定位图

## 行政
圣佩尔东的邮政编码为40090，INSEE市镇编码为40280。

## 政治
圣佩尔东所属的省级选区为蒙德马桑第二县。

## 交通
朗德省省道D3线、D351线和D824线在境内交汇。

## 人口

1962-2008年间圣佩尔东人口变化图示

圣佩尔东于2022年1月1日时的人口数量为1729人。